# Czesław Urbański
Niektóre z zamieszczonych tu informacji wymagają weryfikacji.
Dokładniejsze informacje o tym, co należy poprawić, być może znajdują się w dyskusji tego artykułu.
 Po wyeliminowaniu niedoskonałości należy usunąć szablon {{Dopracować}} z tego artykułu.
Czesław Urbański (ur. 1928, zm. 20 listopada 2007) – polski dyplomata,  były Konsul Generalny RP w Szanghaju, pracownik Ministerstwa Finansów i Ministerstwa Żeglugi, oraz TVP. Z wykształcenia mgr ekonomii. 